# 22号族
22号族（22ごうそく、英: Family 22）とは、ベルグレード・ターク・メア（Belgrade Turk Mare）と呼ばれる牝馬を祖先にもつサラブレッドの牝系（母系）一族のこと。20世紀初頭に22-a分枝のアサシ（Athasi, プリメロの母）が一時台頭し、最近ではアワーラッシーの子孫の22-dが伸びている。2006年現在までの代表馬はミルリーフ、ラムタラ、タルヤーと、22号族と銘打たれている割にはそれなりに勢力がある。mtDNAハプロタイプは2号族と同じD3系統だが、解析例が少なくはっきりしない。
そのほかの代表馬にグラディエーター、トリーゴ、セントフラスキン、ブラッシンググルーム、カーレッド、ウォーロー、マンナ、ボッティチェッリ、アンプリュダーンス、アレクサンダーゴールドラン、フェアリーキングプローン等。日本にも比較的持ち込まれており、セントライト・トサミドリ・アルバイト/クリヒカリ兄弟をはじめキングカメハメハ、アグネスデジタル、サクラショウリ、テキサスワイポン、プレストウコウ、リユウフオーレル、ビリーヴ、ダイナコスモス、フジキセキ、ダノンデサイル等がいる。

## 牝系図（各分枝牝馬まで）
- Belgrade Turk Mare（Belgrade Turk）
  - Bay Bolton Mare（Bay Bolton）
    - Bartlet's Childers Mare（Bartlet's Childers）
      - Flora（1749, Regulus）
        - Harriet（1769, Matchem）
          - Miss Green（1787, Highflyer）
            - Canary（1797, Coriander）
              - Canary Bird（1806, Sorcerer）
                - Quadrille（1815, Selim）
                  - Cotillon（1831, Partisan）
                    - Laelia（1842, Sheet Anchor）
                      - Caprice（1847, Coronation）
                        - Tawney（1859, Ivan）
                          - Madeline（1870, Plum Pudding）
                            - Hollyleaf（1879, Hollywood）
                              - Stella（1890, Necromancer） -- F-No.22-a

                - Varennes（1818, Selim）
                  - Brocard（1824, Whalebone）
                    - Corumba（1832, Filho da Puta）
                      - Zuleika（1843, Muley Moloch）
                        - Ladylike（1858, Newminster）
                          - Grand Duchess（1871, Lozenge） -- F-No.22-d

                - Pioneer Mare（1820, Pioneer）
                  - Echo（1828, Emilius） -- F-No.22-b
                    - Venus（1840, Sir Hercules）
                      - Mrs Quickly（1857, Longbow） -- F-No.22-c

## 参考
- 牝系図 - Family 22(Bloodlines.net)